# ジェドル
ジェドル （Gèdre）は、フランス、ミディ＝ピレネー地域圏、オート＝ピレネー県の旧コミューン。2016年1月1日、ギャヴァルニーと合併し、ギャヴァルニー＝ジェドル（Gavarnie-Gèdre）となった。

## 地理
ジェドルは面積が約145平方kmの、トルムーズ圏谷とエストベ圏谷を越えるとスペイン国境に達する、オート＝ピレネー県のコミューンである。コミューンの重要な部分はピレネー国立公園に含まれる。
ガヴ・ド・ガヴァルニー川の北に位置するところは標高が905mほどで、リュズ＝サン＝ソヴールとガヴァルニーの間に挟まれている。標高が最も高くなる3192mまたは3194mのところは、北東のピク・ロン付近で、アラヌエおよびリュズ＝サン＝ソヴールと接している ·  · 。
ピレネー山脈の中にあるジェドルの村では、ガヴ・ド・ガヴァルニー川とその支流ガヴ・ド・エアス川が合流する。別の支流ビュガレ川もコミューンで合流する。

## 由来
ジェドルの名は最初ガスコーニュ語のèdrɵ、jèdrɵ（ツタを意味する。ラテン語ではHedera）であったと分析される。実際は、古いガスコーニュ語で草原を意味するjer、キイチゴを意味するjerdɵから誘導され再解釈されたようである。

## 経済
ジェドルには水力発電所が2箇所ある。

## 人口統計
| 1962年 | 1968年 | 1975年 | 1982年 | 1990年 | 1999年 | 2006年 | 2011年 |
| ------ | ------ | ------ | ------ | ------ | ------ | ------ | ------ |
| 540    | 451    | 393    | 380    | 317    | 291    | 268    | 250    |

参照元:1999年までEHESS、2004年以降INSEE

## ギャラリー

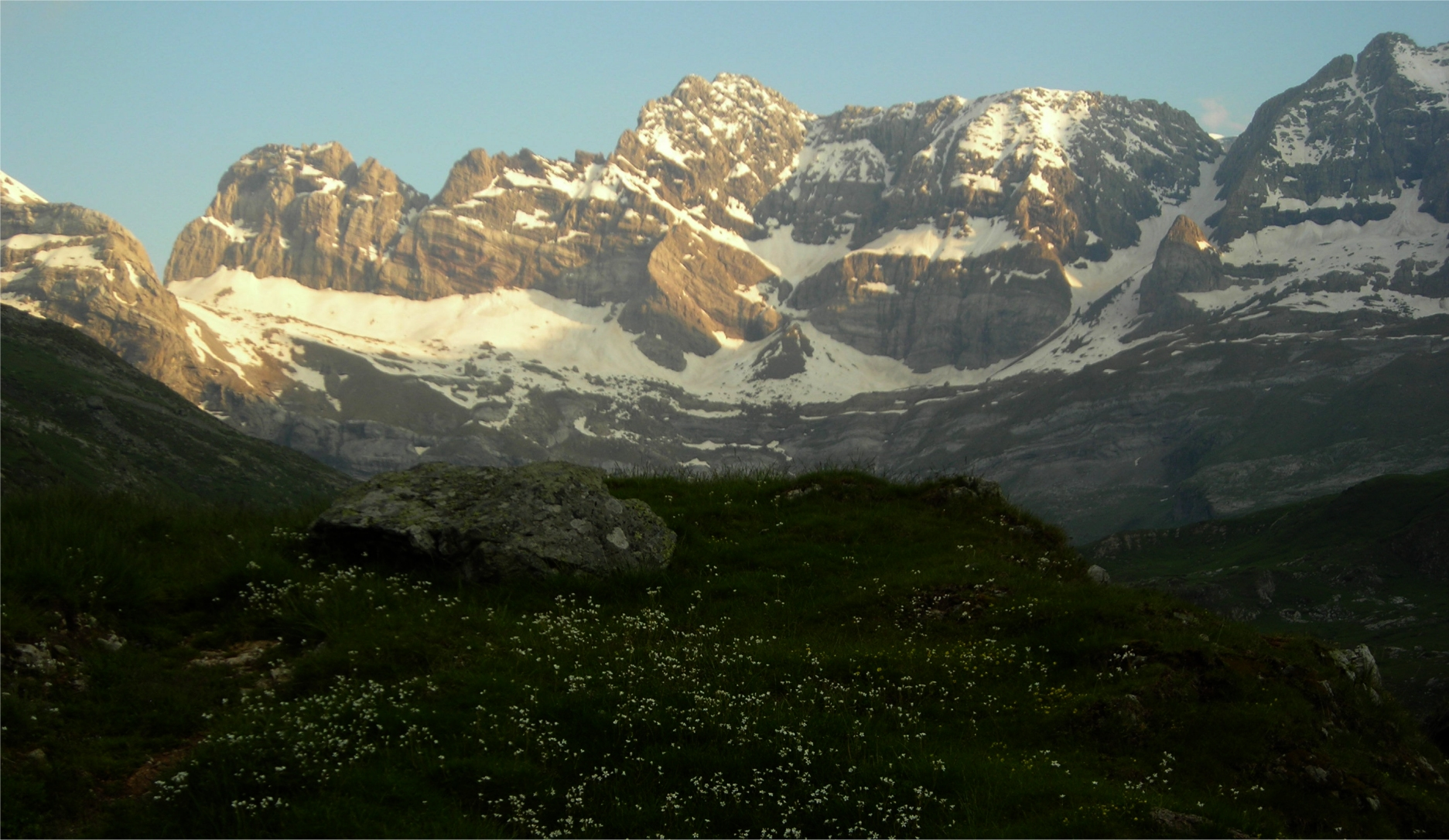
エストベ圏谷
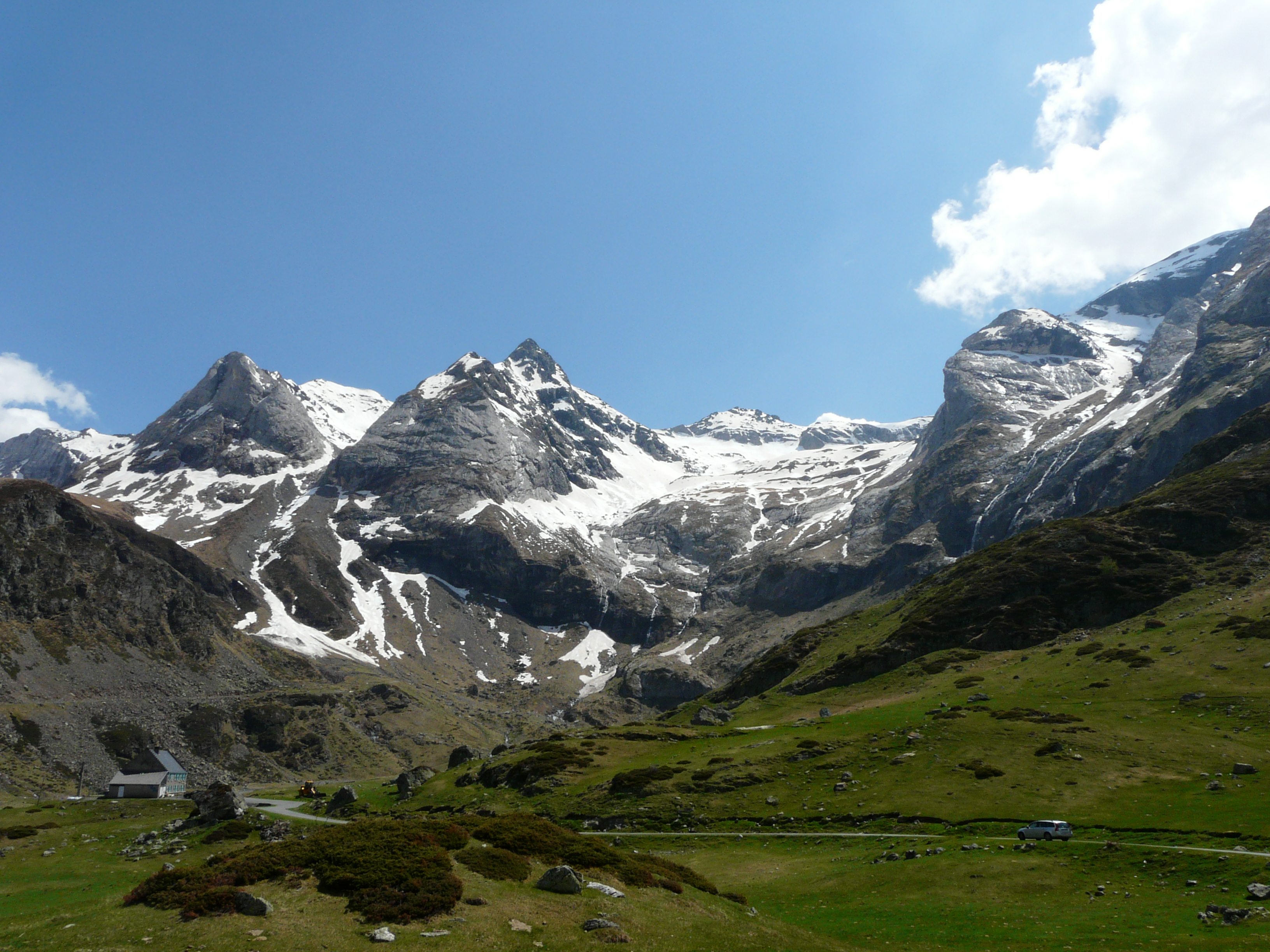
トルムーズ圏谷
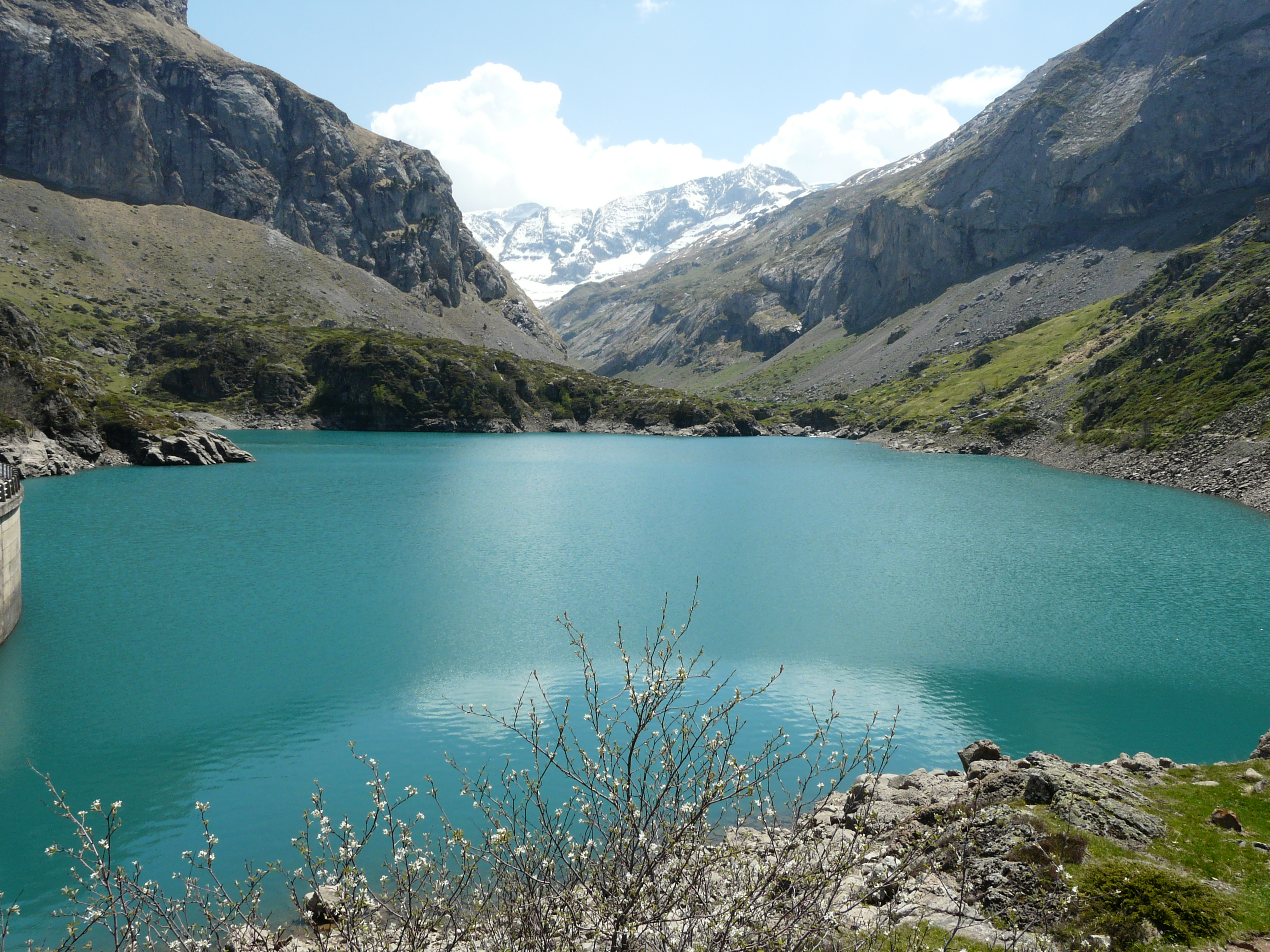
グロリエット湖
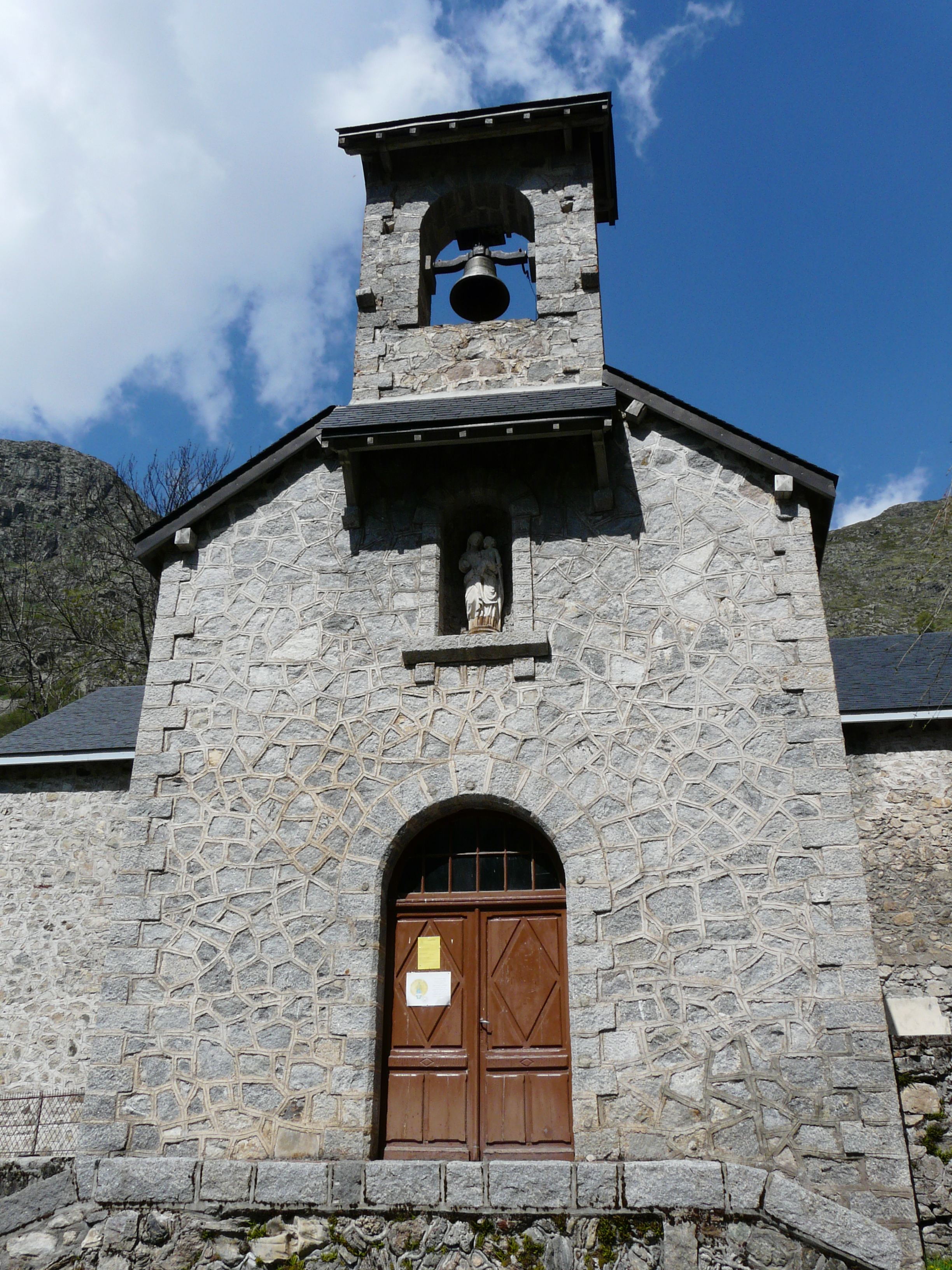
エアスの礼拝堂
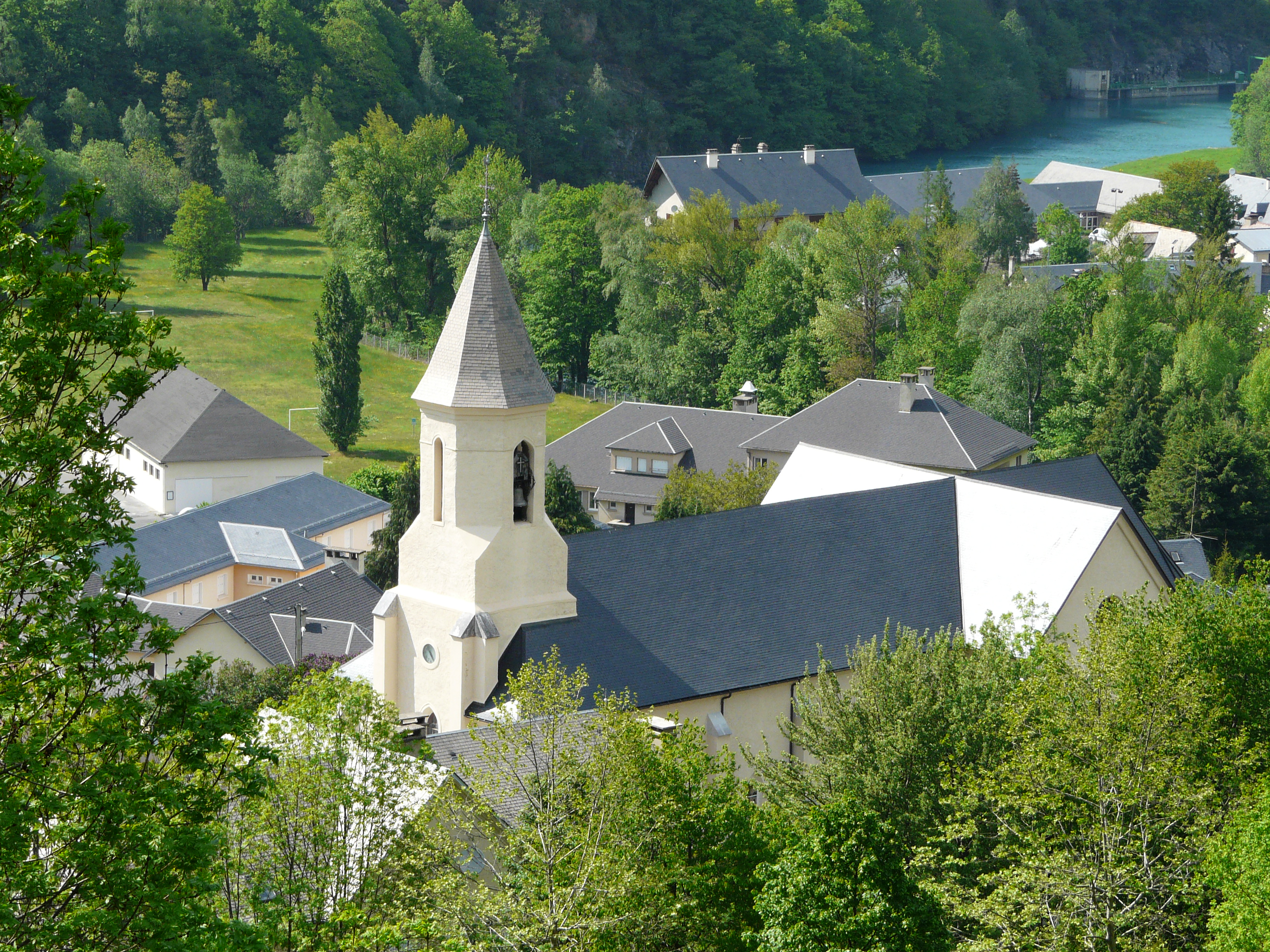
ジェドルの教会